# Open de Paris (karaté)
Pour les articles homonymes, voir Open de Paris.
L'Open Paris Karaté est une compétition internationale de karaté, organisée par la Fédération française de karaté et la Fédération Mondiale de karaté, ayant lieu chaque année au mois de janvier au Stade Pierre-de-Coubertin (Paris), en France. Il constitue depuis 2011 la première étape annuelle de la Karate1 - Premier League, un circuit de compétition regroupant les meilleurs tournois au Monde. 
L'épreuve parisienne se déroule sur trois jours avec des phases éliminatoires les vendredi et samedi, et les combats pour le bronze et les finales le dimanche.

## Karate1 Premier League - Paris 2017 - (27, 28, 29 janvier 2017)[1]
| Épreuve                  | Or                                          | Argent                               | Bronze                                                                                           |
| ------------------------ | ------------------------------------------- | ------------------------------------ | ------------------------------------------------------------------------------------------------ |
| Kata individuel masculin | Kiyuna Ryo (4-1)                            | Shimbaba Issei                       | Horiba Yuhei (5-0) Kinjo Arata (5-0)                                                             |
| Kata individuel féminin  | Ono Hikaru (5-0)                            | Sandy Scordo                         | Alexandra Feracci (5-0) Sanchez Sandra (5-0)                                                     |
| Kata équipe masculin     | Italie (Busato, Iodice, Tocco) (5-0)        | Italie (Gallo, Panagia, Stea)        | France (Al Mosawi, Al Mosawi, Al Qattan) (5-0) France (Morasi, Ngoan, Tranier) (4-1)             |
| Kata équipe féminin      | Italie (Battaglia, Bottaro, Pezzetti) (5-0) | Allemagne (Bleul, Heinrich, Wachter) | Espagne (Morales Ozuna, Morata Martos, Rodriguez Nieto) (5-0) Italie (Casale, Pivi, Reale) (5-0) |
| Kumité féminin -50 kg    | Miyahara Miho (2-0)                         | Tadano Ayaka                         | Tokcan Umay (0-0) Ozcelik Serap (6-0)                                                            |
| Kumité féminin -55 kg    | Khaksar Taravat (2-0)                       | Connell Amy                          | Ferrer Garcia Cristina (1-0) Campbell Kathryn (3-1)                                              |
| Kumité féminin -61 kg    | Prekovic Jovana (1-0)                       | Coban Merve                          | Someya Mayumi (2-1) Jumaa Haya (5-1)                                                             |
| Kumité féminin -68 kg    | Agier Alizée (1-0)                          | Zaretska Iryna                       | Matoub Lamya (3-0) Someya Kayo (2-0)                                                             |
| Kumité féminin +68 kg    | Kawamura Natsumi (4-1)                      | Ait Ibrahim Nadège                   | Florentin Anne-Laure (1-0) Uekusa Ayumi (2-1)                                                    |
| Kumité masculin -60 kg   | Saymatov Sadriddin (6-0)                    | Selvarajoo Senthilkumaran            | Eray Şamdan (9-1) Kaya Aykut (1-0)                                                               |
| Kumité masculin -67 kg   | Madera Andres (2*-2)                        | Sagandykov Rinat                     | Zakaria Ayoub (9-1) Alkhathami Fahad (3-1)                                                       |
| Kumité masculin -75 kg   | Horuna Stanislav (2*-2)                     | El Sharaby Ahmed                     | Caffaro Julien (0-0) (Drapeaux : 5-0) Mori Yuta (3-1)                                            |
| Kumité masculin -84 kg   | Araga Ryutaro (4-1)                         | Granovesov Ilya                      | Tzanos Georgios (8-0) Zabihollah Poorshab (5-1)                                                  |
| Kumité masculin +84 kg   | Ganjzadeh Sajad (7-1)                       | Lardy Tyron-Darnell                  | Marino Simone (3*-3) Heydari Saman (3-1)                                                         |

| Rang | Nation          | Or | Argent | Bronze | Total |
| ---- | --------------- | -- | ------ | ------ | ----- |
| 1    | Japon           | 5  | 2      | 6      | 13    |
| 2    | Italie          | 2  | 2      | 2      | 6     |
| 3    | Iran            | 2  | 0      | 2      | 4     |
| 4    | France          | 1  | 2      | 6      | 9     |
| 5    | Serbie          | 1  | 0      | 0      | 1     |
| 5    | Ukraine         | 1  | 0      | 0      | 1     |
| 5    | Venezuela       | 1  | 0      | 0      | 1     |
| 5    | Ouzbékistan     | 1  | 0      | 0      | 1     |
| 9    | Turquie         | 0  | 1      | 4      | 5     |
| 10   | Allemagne       | 0  | 1      | 0      | 1     |
| 10   | Russie          | 0  | 1      | 0      | 1     |
| 10   | Pays-Bas        | 0  | 1      | 0      | 1     |
| 10   | Malaisie        | 0  | 1      | 0      | 1     |
| 10   | Kazakhstan      | 0  | 1      | 0      | 1     |
| 10   | Azerbaïdjan     | 0  | 1      | 0      | 1     |
| 10   | Royaume-Uni     | 0  | 1      | 0      | 1     |
| 17   | Espagne         | 0  | 0      | 3      | 3     |
| 18   | Canada          | 0  | 0      | 2      | 2     |
| 19   | Grèce           | 0  | 0      | 1      | 1     |
| 19   | Maroc           | 0  | 0      | 1      | 1     |
| 19   | Arabie saoudite | 0  | 0      | 1      | 1     |

## Karate1 Premier League - Paris 2018 - (26, 27, 28 janvier 2018)[1]
| Épreuve                  | Or                                  | Argent               | Bronze                                               |
| ------------------------ | ----------------------------------- | -------------------- | ---------------------------------------------------- |
| Kata individuel masculin | Ryo Kiyuna (5-0)                    | Wang Yi-Ta           | Issei Shimbaba (5-0) Damian Quintero (4-1)           |
| Kata individuel féminin  | Kiyou Shimizu (5-0)                 | Emiri Iwamoto        | Sandra Sanchez Jaime (5-0) Grace Lau Mo Shiung (5-0) |
| Kata équipe masculin     | Espagne (3-2)                       | Maroc                | Iran (3-2) WKF                                       |
| Kata équipe féminin      | Japon (5-0)                         | Espagne              | Maroc(5-0) Italie (5-0)                              |
| Kumité féminin -50 kg    | Miho Miyahara (7-4)                 | Alexandra Recchia    | Radwa Sayed (6-2) Shannon Nishi (3-2 au drapeau)     |
| Kumité féminin -55 kg    | Syakilla Salni Jefry Krishnan (1-0) | Sabrina Ouihaddadène | Anzhelika Terliuga (1-0) Travat Khaksar (4-0)        |
| Kumité féminin -61 kg    | Xiaoyan Yin (4-3)                   | Gwendoline Philippe  | Leïla Hertault (5-0 au drapeau) Lucie Ignace (10-2)  |
| Kumité féminin -68 kg    | Agier Alizée (4-0)                  | Kayo Someya          | Miroslav Kopunova (6-1) Hilton Andrine (2-0)         |
| Kumité féminin +68 kg    | Ait Ibrahim Nadège (2-1)            | Nancy Garcia         | Amelia Jayne Harvey (1-0) Chahnez Jami (6-5)         |
| Kumité masculin -60 kg   | Darkhan Assadilov (2-1)             | Douglas Brose        | Sadriddin Saymatov (5-0) Johan Lopes (6-0)           |
| Kumité masculin -67 kg   | Steven Da Costa (1-0)               | Hiroto Shinohara     | Amir Khani (6-4) Hamoon Derafshipour (2-1)           |
| Kumité masculin -75 kg   | Ken Nishimura (2-1)                 | Rafael Aghayev       | Horuna Stanislav (5-3) Bahman Asgari Ghoncheh (7-2)  |
| Kumité masculin -84 kg   | Zabiollah Poorshab (2-2)            | Ahmed Elmasry        | Ugur Aktas (2-0) Kenji Grillon (4-3)                 |
| Kumité masculin +84 kg   | Sajad Ganjzadeh (3-1)               | Mehdi Filali         | Saleh Abazari (6-5) Jonathan Horne (3-1)             |

| Rang | Nation      | Or | Argent | Bronze | Total |
| ---- | ----------- | -- | ------ | ------ | ----- |
| 1    | Japon       | 5  | 3      | 1      | 9     |
| 2    | France      | 3  | 5      | 4      | 12    |
| 3    | Iran        | 2  | 0      | 5      | 7     |
| 4    | Espagne     | 1  | 1      | 2      | 4     |
| 5    | Kazakhstan  | 1  | 0      | 1      | 2     |
| 6    | Malaisie    | 1  | 0      | 0      | 1     |
| 6    | Chine       | 1  | 0      | 0      | 1     |
| 8    | Maroc       | 0  | 1      | 1      | 2     |
| 8    | Egypte      | 0  | 1      | 1      | 2     |
| 10   | Brésil      | 0  | 1      | 0      | 1     |
| 10   | Taïwan      | 0  | 1      | 0      | 1     |
| 10   | Azerbaïdjan | 0  | 1      | 0      | 1     |
| 13   | Ukraine     | 0  | 0      | 2      | 2     |
| 14   | Italie      | 0  | 0      | 1      | 1     |
| 14   | Hong Kong   | 0  | 0      | 1      | 1     |
| 14   | États-Unis  | 0  | 0      | 1      | 1     |
| 14   | Tunisie     | 0  | 0      | 1      | 1     |
| 14   | Turquie     | 0  | 0      | 1      | 1     |
| 14   | Allemagne   | 0  | 0      | 1      | 1     |
| 14   | Slovaquie   | 0  | 0      | 1      | 1     |
| 14   | Norvège     | 0  | 0      | 1      | 1     |
| 14   | Belgique    | 0  | 0      | 1      | 1     |
| 14   | Royaume-Uni | 0  | 0      | 1      | 1     |

## Karate1 Premier League - Paris 2019 - (25, 26, 27 janvier 2019)[1]
| Épreuve                  | Or                            | Argent                              | Bronze                                           |
| ------------------------ | ----------------------------- | ----------------------------------- | ------------------------------------------------ |
| Kata individuel masculin | Ryo Kiyuna (26.92)            | Damian Quintero (25.0)              | Issei Shimbaba (25.48) Kazumasa Moto (25.68)     |
| Kata individuel féminin  | Kiyou Shimizu (26.14)         | Sandra Sanchez Jaime (25.2)         | Bottaro Viana (25.2) Hikaru Ono (25.14)          |
| Kata équipe masculin     | Koweït                        | Espagne (forfait)                   | Maroc(23.44) Turquie (24.56)                     |
| Kata équipe féminin      | Russie (23.14)                | Iran (21.94)                        | Maroc(23.4) Italie (24.04)                       |
| Kumité féminin -50 kg    | Serap Ozcelik Arapoglu (6-0)  | Miho Miyahara                       | Jessica De paula (4-0) Shara Hubrich (4-1)       |
| Kumité féminin -55 kg    | Anzhelika Terliuga (4-0)      | Dorota Banaszczyk                   | Lorena Busa (5-0) Shiori Nakamura (3-0)          |
| Kumité féminin -61 kg    | Gwendoline Philippe (6-3)     | Giana Lotfy                         | Rozita Alipourkeshka (1-0) Laura Silvert (6-1)   |
| Kumité féminin -68 kg    | Elena Quirici (3-0)           | Kayo Someya                         | Paulina Sachiko (4-1) Johanna Kneer (8-1)        |
| Kumité féminin +68 kg    | Ayumi Uekusa (7-3)            | Nancy Garcia                        | Shaaban Okila Menna (9-2) Ayaka Saito (1-0)      |
| Kumité masculin -60 kg   | Majid Hassanniaideilami (3-1) | Angelo Crescenzo                    | Evgeny Plakhutin (2-1) Darkhan Assadilov (3-2)   |
| Kumité masculin -67 kg   | Steven Da Costa (5-1)         | Luca Maresca                        | Didar Amirali (7-3) Assylbek Muratov (8-8)       |
| Kumité masculin -75 kg   | Ken Nishimura (1-0)           | Rafael Aghayev                      | Horuna Stanislav (0-0) Ali Asghar Asiabari (3-0) |
| Kumité masculin -84 kg   | Anton Isakau(0-0)             | Mahdi Ghararizadeh Mahani (forfait) | Mohamed Ahmed Ramadan (5-0) Rikito Shimada (4-2) |
| Kumité masculin +84 kg   | Gogita Arkania                | Saleh Abazari (forfait)             | Sajad Ganjzadeh (2-1) Mehdi Filali (2-0)         |

| Rang | Nation      | Or | Argent | Bronze | Total |
| ---- | ----------- | -- | ------ | ------ | ----- |
| 1    | Japon       | 4  | 2      | 6      | 12    |
| 2    | France      | 2  | 1      | 2      | 5     |
| 3    | Iran        | 1  | 3      | 3      | 7     |
| 4    | Russie      | 1  | 0      | 1      | 2     |
| 4    | Ukraine     | 1  | 0      | 1      | 2     |
| 4    | Turquie     | 1  | 0      | 1      | 2     |
| 7    | Koweït      | 1  | 0      | 0      | 1     |
| 7    | Bélarus     | 1  | 0      | 0      | 1     |
| 7    | Géorgie     | 1  | 0      | 0      | 1     |
| 7    | Suisse      | 1  | 0      | 0      | 1     |
| 11   | Espagne     | 0  | 3      | 0      | 3     |
| 12   | Italie      | 0  | 2      | 3      | 5     |
| 13   | Egypte      | 0  | 1      | 2      | 3     |
| 14   | Azerbaïdjan | 0  | 1      | 0      | 1     |
| 14   | Pologne     | 0  | 1      | 0      | 1     |
| 16   | Kazakhstan  | 0  | 0      | 3      | 3     |
| 17   | Maroc       | 0  | 0      | 2      | 2     |
| 17   | Allemagne   | 0  | 0      | 2      | 2     |
| 19   | Brésil      | 0  | 0      | 1      | 1     |
| 19   | Mexique     | 0  | 0      | 1      | 1     |

## Karate1 Premier League - Paris 2020 - (24, 25, 26 janvier 2020)[1]
| Épreuve                  | Or                            | Argent                  | Bronze                                             |
| ------------------------ | ----------------------------- | ----------------------- | -------------------------------------------------- |
| Kata individuel masculin | Ryo Kiyuna (28,68)            | Damian Quintero (27,08) | Ali Sofuoglu Kazumasa Moto                         |
| Kata individuel féminin  | Sandra Sanchez Jaime (28,40)  | Bottaro Viana (27,00)   | Hikaru Ono Kiyou Shimizu                           |
| Kata équipe masculin     | Turquie (27,32)               | Espagne (24,92)         | Maroc Italie                                       |
| Kata équipe féminin      | Espagne (25,62)               | Italie (24,48)          | Maroc Russie                                       |
| Kumité féminin -50 kg    | Serap Ozcelik Arapoglu (10-4) | Miho Miyahara           | Junna Tsukii (2-0) Radwa Sayed (4-1)               |
| Kumité féminin -55 kg    | Anna Chernysheva (8-0)        | Anzhelika Terliuga      | Tzu-Yun Wen (2-0) Carlota Fernandez (4-1)          |
| Kumité féminin -61 kg    | Merve Coban (2-1)             | Xiaoyan Yin             | Gwendoline Philippe (4-1) Leila Heurtault (3-0)    |
| Kumité féminin -68 kg    | Irina Zaretska (3-0)          | Feryal Abdelaziz        | Alisa Buchinger (5-2) Li Gong (6-0)                |
| Kumité féminin +68 kg    | Hamideh Abbasali (6-3)        | Meltem Hocaoglu         | Anne-Laure Florentin (3-0) Sohila Abouismail (2-0) |
| Kumité masculin -60 kg   | Eray Şamdan (5-4)             | Darkhan Assadilov       | Christos-Stefanos Xenos (4-1) Oussama Edari (8-0)  |
| Kumité masculin -67 kg   | Steven Da Costa (12-3)        | Luca Maresca            | Rafiz Hasanov (4-2) Yanis Lamotte (2-0)            |
| Kumité masculin -75 kg   | Bahman Asgari (4-0)           | Logan Da Costa          | Luigi Busa (7-3) Joaquin Gonzalez (2-0)            |
| Kumité masculin -84 kg   | Mohamed Ahmed Ramadan (0-0)   | Ryutaro Araga (forfait) | Chun-Wei Wu (5-4) Ugur Aktas (2-0)                 |
| Kumité masculin +84 kg   | Gogita Arkania (4-3)          | Dnylson Jacquet         | Saleh Abazari (3-0) Jonathan Horne (7-0)           |

| Rang | Nation      | Or | Argent | Bronze | Total |
| ---- | ----------- | -- | ------ | ------ | ----- |
| 1    | Turquie     | 4  | 1      | 2      | 7     |
| 2    | Espagne     | 2  | 2      | 1      | 5     |
| 3    | Iran        | 2  | 0      | 1      | 3     |
| 4    | France      | 1  | 2      | 4      | 7     |
| 5    | Japon       | 1  | 2      | 3      | 6     |
| 6    | Egypte      | 1  | 1      | 2      | 4     |
| 7    | Azerbaïdjan | 1  | 0      | 1      | 2     |
| 7    | Russie      | 1  | 0      | 1      | 2     |
| 9    | Géorgie     | 1  | 0      | 0      | 1     |
| 10   | Italie      | 0  | 3      | 2      | 5     |
| 11   | Chine       | 0  | 1      | 1      | 2     |
| 13   | Ukraine     | 0  | 1      | 0      | 1     |
| 13   | Kazakhstan  | 0  | 1      | 0      | 1     |
| 15   | Maroc       | 0  | 0      | 3      | 3     |
| 16   | Taipei      | 0  | 0      | 2      | 2     |
| 17   | Chili       | 0  | 0      | 1      | 1     |
| 17   | Grèce       | 0  | 0      | 1      | 1     |
| 17   | Autriche    | 0  | 0      | 1      | 1     |
| 17   | Allemagne   | 0  | 0      | 1      | 1     |
| 17   | Philippines | 0  | 0      | 1      | 1     |